# هوگشو
هوگشو (به انگلیسی: Hogshaw) یک روستا و محله مدنی در بریتانیا است که در Aylesbury Vale واقع شده‌است. هوگشو ۷۵ نفر جمعیت دارد.